# Rue de Dreux
La rue de Dreux est une voie du 17e arrondissement de Paris, en France.

## Situation et accès
La rue de Dreux est une voie publique située dans le 17e arrondissement de Paris, près de la porte Maillot. Elle débute au 26, rue Gustave-Charpentier et se poursuit par la rue de Chartres sur le territoire de la commune de Neuilly-sur-Seine (quartier de Sablonville).

## Origine du nom
Elle porte le nom de la ville de Dreux, en Eure-et-Loir où est érigé le tombeau de la famille d'Orléans. Ceci en raison de la proximité de la chapelle Saint-Ferdinand construite en 1843 sur l'emplacement de la maison où mourut Ferdinand duc d'Orléans, le 13 juillet 1842, des suites d'un accident de voiture.

## Historique
Cette voie correspond à la partie restante de la rue de Chartres située autrefois sur le territoire de Neuilly-sur-Seine, et annexée à Paris par décret du 18 avril 1929. Elle a pris sa dénomination par un arrêté du 25 avril 1930.
Elle est quasiment supprimée depuis 1971, lors de la construction du boulevard périphérique de Paris.